# C 전처리기
매크로는 컴퍼일러에게 코드의 특성을 알려주는 키워드이다. 따라서 기계어로 컴파일 과정에서 필요한 요소이고, 매크로 자체가 기계어 코드로 생성되지는 않지만 특정 코드를 제어하는데 사용한다.

## 파일 포함하기

### #include
특정 프로그램 파일을 현재 위치에 첨부하여 하나의 파일처럼 컴파일한다. 보통 IDE 개발툴들은 보통 프로젝트(Project)라는 개념이 도입되어 있다. 한개의 프로젝트를 수행하기 위한 프로그램 파일 및 설정 등을 관리하고, 컴파일하여 실행 파일을 만들고 디버깅을 제공한다. 여러개의 파일을 프로젝트에 등록만 하면 서로 설정된 함수나 변수를 사용할 수 있다. 프로그램 파일이 개별적으로 저장되고 개별적으로 컴파일되어 오브젝트 파일을 생성한다. 서로 다른 함수의 함수나 기타를 활용하기 위해 함수형이나 변수형이나 선언 내용을 다른 파일 끼리 연결하는 방식이 필요하다. 이때 #include을 사용한다.
```
#include
 
<stdio.h>

int
 
main
(
void
)

{

    
printf
(
"Hello, world!
\n
"
);

    
return
 
0
;

}

```

printf함수가 stdio.h 파일에 정의되어 있다. 따라서 printf함수의 모양을 알 수 있다. 만약 함수의 모양을 모른다면 호출이 불가능해진다.

## 조건부 컴파일하기
매크로 #if, #ifdef, #ifndef, #else, #elif, #endif는 조건부 컴파일하도록 정의한다. 따라서 조건이 맞지 않으면 컴파일에서 제거 된다. 즉, 조건이 맞지 않으면 소스 자체가 없는 것과 같은 효과가 있다.

### #if ~ [#elseif] ~ [#else] ~ #endif
```
#if VERBOSE >= 2

  
print
(
"trace message"
);

#endif

```

VERBOSE가 정의 된 값에 따라 print 함수를 제거할 수 있다. 조건 판단은 C언어 조건과 같이 예에서 VERBOSE가 2보다 크거나 같으면 컴파일한다.
이 경우 VERBOSE 값이 미리 정의되어 있어야 조건에서 참이 가능하다.
프로그램 코드 작성 시, 임의 영역을 다양한 상황에 맞게 컴파일에서 제거할 수 있다.

### 복합 정의와 조건부
```
#ifdef __unix__ 
/* __unix__ is usually defined by compilers targeting Unix systems */

#
 
include
 
<unistd.h>

#elif defined _WIN32 
/* _Win32 is usually defined by compilers targeting 32 or 64 bit Windows systems */

#
 
include
 
<windows.h>

#endif

```

이 경우 OS가 UNIX 또는 윈도우 환경에 따라 다른 파일을 포함 시킬 수 있다. __unix__가 정의되어 있다면,  unistd.h 파일을 첨부하고 그렇지 않고 _WIN32가 정의되어 있다면 windows.h 파일을 첨부한다.
__unix__나 _WIN32의 정의는 다양한 방식으로 정의 할 수 있다.
매크로 #if와 defined와 연결하면 다음과 같이 복잡한 조건부 컴파일이 가능하다.
```
#if !(defined __LP64__ || defined __LLP64__) || defined _WIN32 && !defined _WIN64

	
// we are compiling for a 32-bit system

#else

	
// we are compiling for a 64-bit system

#endif

```

#error을 다음과 사용하여 컴파일 실패하게 만들 수 있다.
```
#if RUBY_VERSION == 190

# error 1.9.0 not supported

#endif

```

## 매크로 정의와 확장

### #define  #undef 형식
#define은 특정 숫자, 함수, 프로그램 블록을 다른 형태로 변환 지정한다. 다양한 선언이 가능하다. 조건은 선언 된 그 줄에 만 적용된다. 다음 줄로 연결하려면 '\'을 사용하여 한 줄처럼 코딩하면 된다.
프로그램 파일 내에서 #define을 사용하는 것이 일반적이지만 makefile이나 기타 IDE 툴의 설정을 통해서도 정의 할 수 있다. 따라서 컴파일되는 파일에 없다고 무조건 선언이 되지 않았다는 보장이 없다. 남의 프로그램을 사용할 때는 주의가 필요하다.
이렇게 정의 내용을 해제하려면 #undef을 사용하면 정의 된것이 없었던 것이 된다. 만약 어떤식으로든 이미 특정 정의가 선언되어 있다면 다시 설정할 때, #undef을 이용해 제거하고 다시 설정하면 된다.
매크로 선언은 대상변환형(Object-like macros)과 유사함수변환형(function-like macros) 가 있다.
대상변환형은 인수가 없고, 유사함수변환형은 함수와 유사하게 정의 :
```
#define <identifier> <replacement token list>                    
// object-like macro

#define <identifier>(<parameter list>) <replacement token list>  
// function-like macro, note parameters

```

정의 된 매크로는 "#undef"을 사용하여 무효화 :
```
#undef <identifier>                                              
// delete the macro

```

### 사용 예
대상변환형 :
```
#define PI 3.14159

```

코딩 중 PI 토큰이 나오면 바로 3.14159로 바꾸어 컴파일한다. 단순한 문자 교환이 이루어지는 것이다. 이렇게 하면 장점은 특정 숫자의 의미가 정확히 와닿지 않는 것을 방지할 수 있다.
```
     
#define BUFFER_SIZE 1024

     
foo
 
=
 
(
char
 
*
)
 
malloc
 
(
BUFFER_SIZE
);

     
for
 
(
int
 
count
 
=
 
0
;
count
 
<
 
BUFFER_SIZE
;
count
++
)

        
// ...

```

코드 내에 정의 된 BUFFER_SIZE는 1024 바꾸어 컴파일한다. 이것은 다음과 같이 코딩한 것과 같다 :
```
     
foo
 
=
 
(
char
 
*
)
 
malloc
 
(
1024
);

     
for
 
(
int
 
count
 
=
 
0
;
count
 
<
 
1024
;
count
++
)

        
// ...

```

코딩이 많아 질 수록 1024가 갖는 의미가 혼돈 스러울 수가 있다.
```
     
#define NUMBERS 1, \

                     2, \

                     3

     
int
 
x
[]
 
=
 
{
 
NUMBERS
 
};
 
// ==> int x[] = { 1, 2, 3 }; 와 같다.

```

#define 한 줄에 정의된 것만 취급한다. 다음 줄에 계속 연결할 때는 위와 같이 \ 을 사용한다.
```
     
foo
 
=
 
X
;

     
#define X 4

     
bar
 
=
 
X
;

```

매크로 정의는 정의된 이후부터 적용된다. 따라서 위 코드는 :
```
     
foo
 
=
 
X
;

     
bar
 
=
 
4
;

```

토큰 교환이 bar 변수에만 적용된다.
유사함수변환형:
```
#define RADTODEG(x) ((x) * 57.29578)

```

## 특별한 매크로와 지시문

### ## 토큰 연결 연산자
토큰 연결 연산자는 두개의 토큰을 하나의 토큰으로 연결한다. 예를 들어:
```
#define DECLARE_STRUCT_TYPE(name) typedef struct name##_s name##_t

DECLARE_STRUCT_TYPE
(
g_object
);
 
// 출력 결과는 typedef struct g_object_s g_object_t;

```

## 기타

### #pragma
컴파일러에게 특성 옵션이나 라이브러리 형태등을 지정할 수 있다. 다양하므로 한마디로 정의 할 수 없다. 여러 가지 환경에 적응할 수 있도록 컴파일러 마다 그리고 CPU 및 시스템 특성에 맞는 것들이 추가되거나 삭제된다.

## 같이 보기
- C 언어의 문법